# Русінув (гміна Борковіце)
Русінув (пол. Rusinów) — село в Польщі, у гміні Борковиці Пшисуського повіту Мазовецького воєводства.
Населення — 104 особи (2011).
У 1975-1998 роках село належало до Радомського воєводства.

## Демографія
Демографічна структура станом на 31 березня 2011 року:
|          | Загалом | Допрацездатний вік | Працездатний вік | Постпрацездатний вік |
| -------- | ------- | ------------------ | ---------------- | -------------------- |
| Чоловіки | 42      | 10                 | 24               | 8                    |
| Жінки    | 62      | 24                 | 26               | 12                   |
| Разом    | 104     | 34                 | 50               | 20                   |